# ピオ・コリヴァディーノ
ピオ・コリヴァディーノ（スペイン語: Pío Collivadino, 1869年8月20日 - 1945年8月26日）はアルゼンチンの画家である。

## 略歴
ブエノスアイレスで生まれた。イタリア・アルゼンチン文化協会( sociedad cultural ítalo-argentina)などで絵画を学んだ後、1889年にイタリアに移り、ローマのアカデミア・ディ・サン・ルカで学び、 チェーザレ・マリアーニに学び、マリアーニの助手としてローマの裁判所(Corte costituzionale della Repubblica Italiana)の壁画を描いた。1896年にアルゼンチンに戻り、版画家として知られるようになり、ヴェネツィアの国際展に出展し、セントルイス万国博覧会にも出展し入賞した。
1905年にイタリア政府から勲章を受け、ミラノのブレラ美術アカデミーの名誉会員の称号を贈られた。
アルゼンチンの展覧会の審査員を務め、1908年に国立美術アカデミーの校長に任命された。国立美術アカデミーの校長は1935年まで続けた。コリヴァディーノの教えた学生にはLino Enea Spilimbergo、Miguel Victorica、 Raquel Forner、 Héctor Basaldúa、Benito Quinquela Martínがいる。
芸術関係の学校を統合して創立されたアルゼンチン国立芸術大学Universidad Nacional de las Artesの運営に貢献し、画家のエルネスト・デ・ラ・カルコヴァ(Ernesto de la Cárcovaを記念して作られた美術館の運営に貢献した。

## 作品

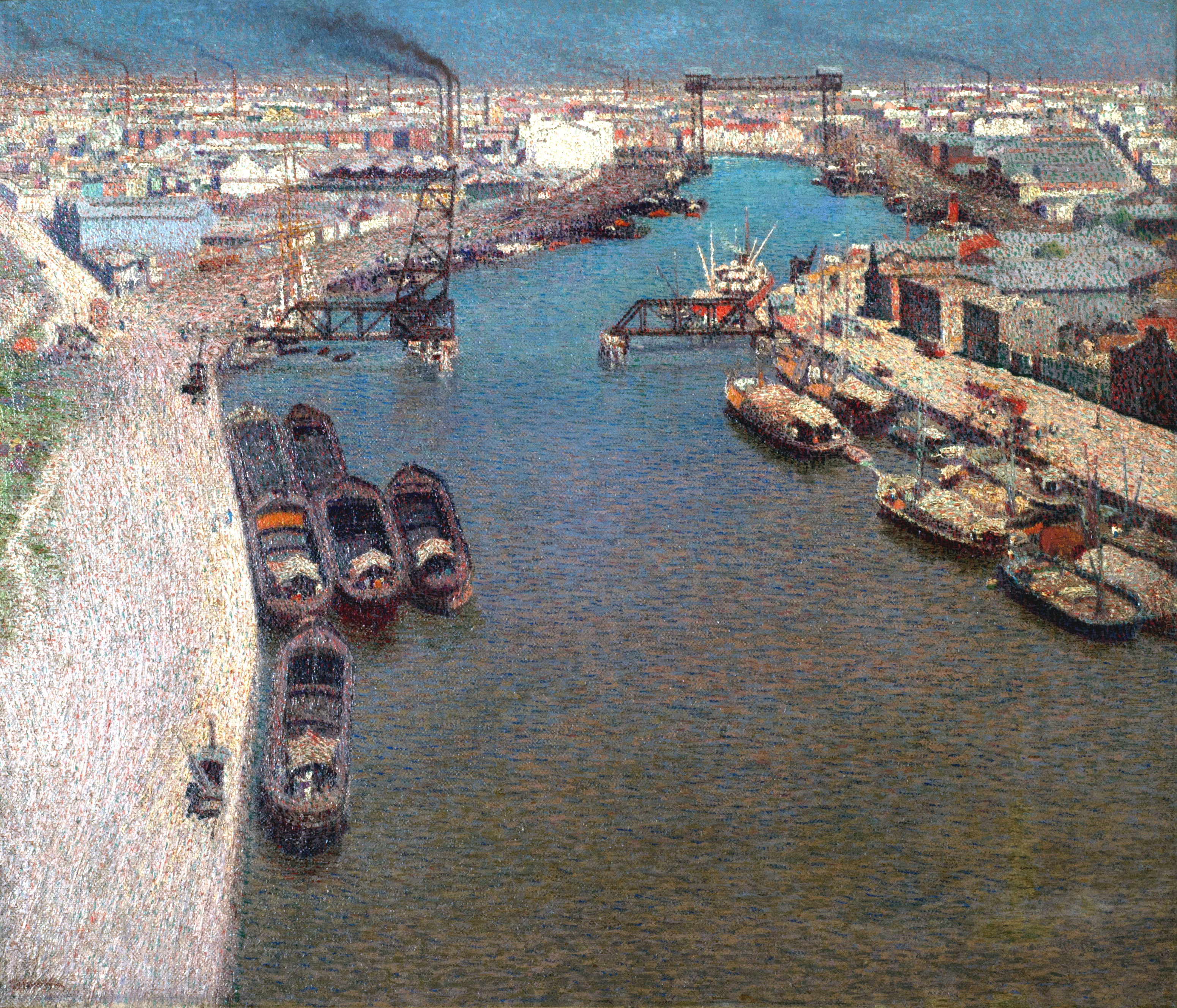
リアチュエーロ（マタンサ川） (1916)
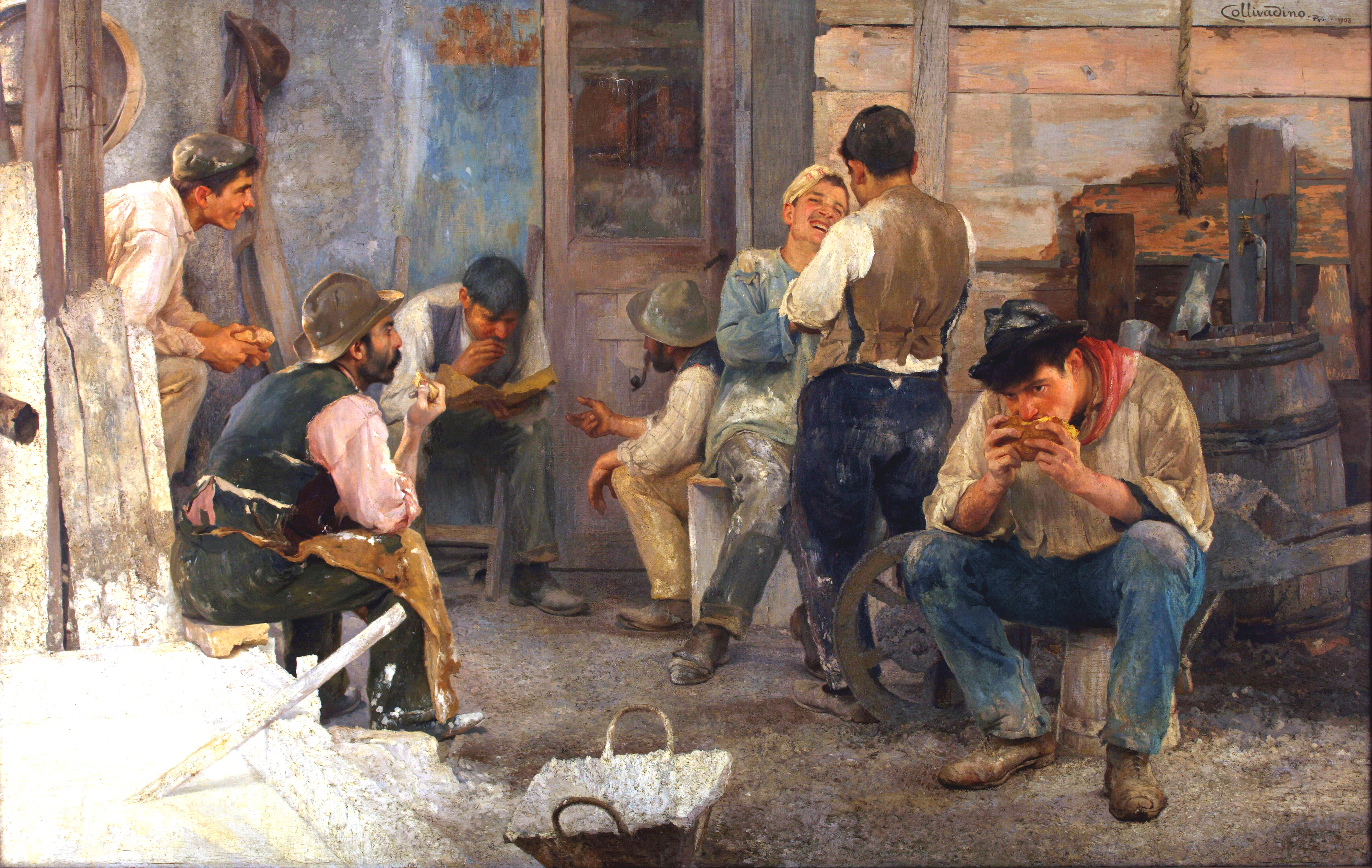
ランチタイム (1903)
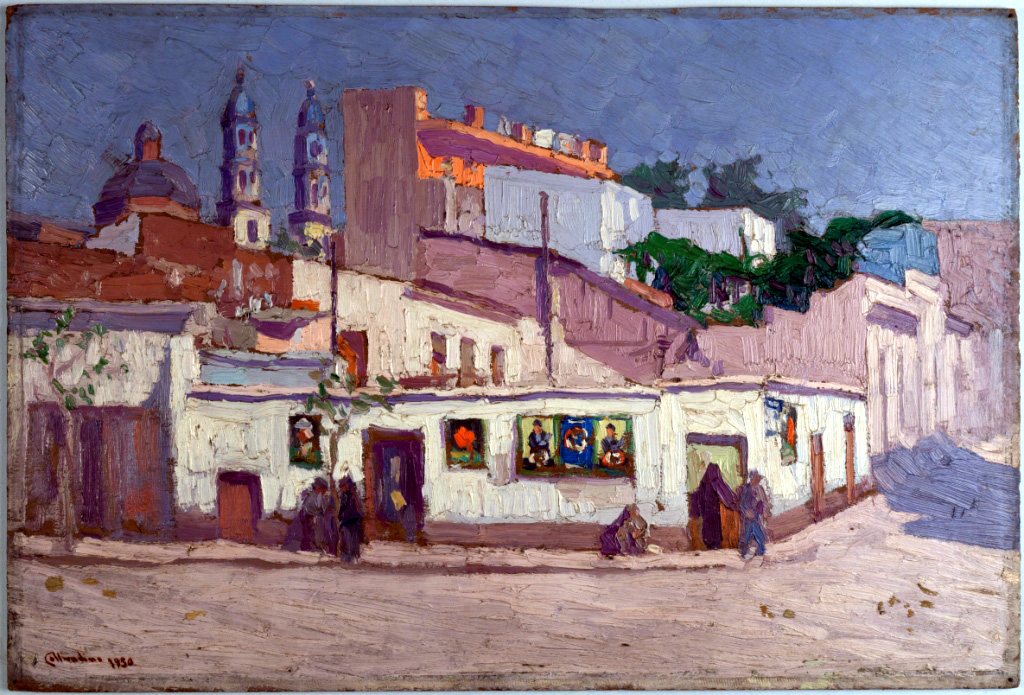
San Telmo (c.1930)
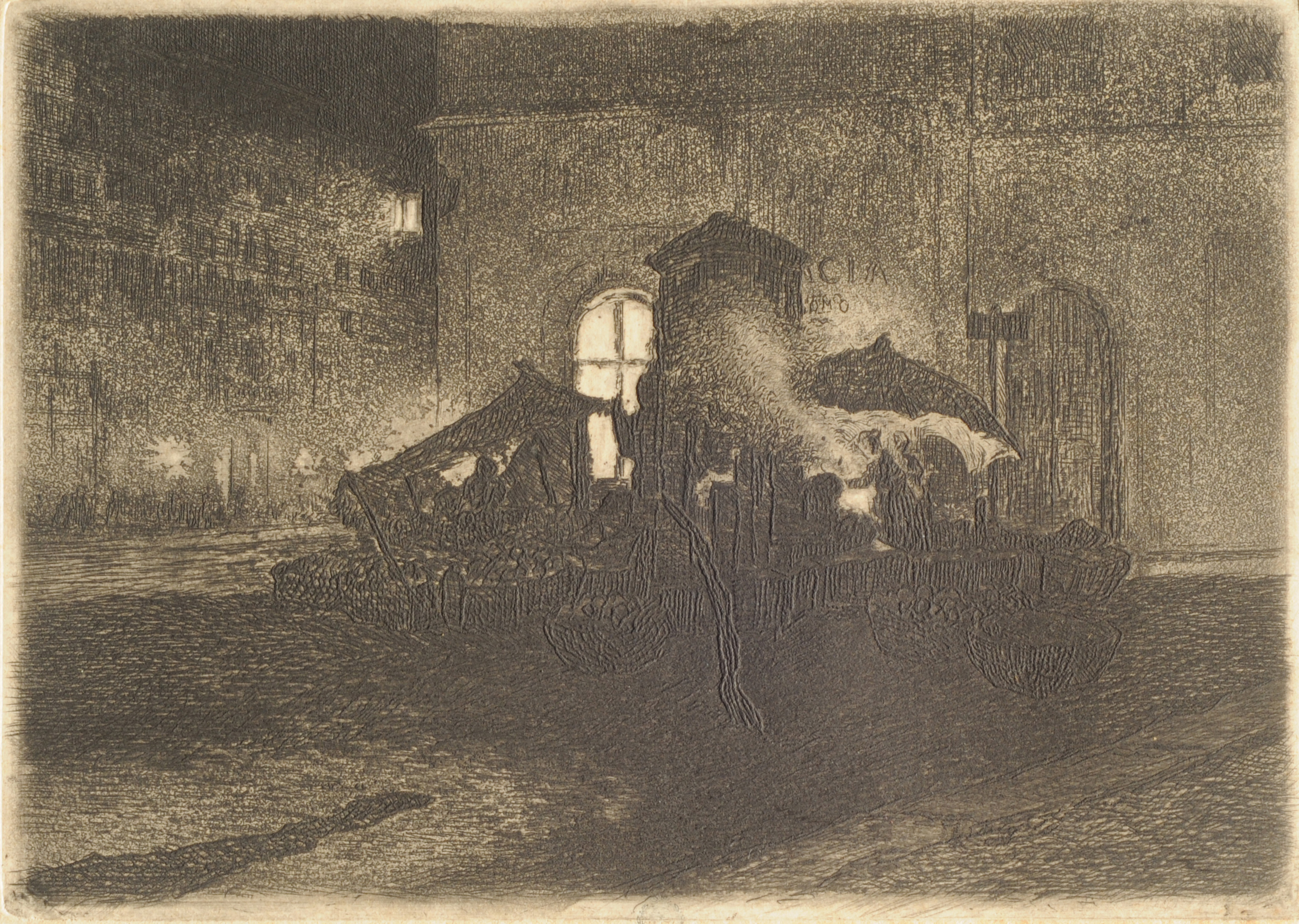
街路と夜景 (エッチング:1904)